# Petru Bașa
Petru Bașa (n. 1 noiembrie 1958, Galați) este un om politic și de afaceri român, membru al PD-L. 
Petre Bașa a fost senator de Mureș în legislatura 2008-2012. În cadrul activității sale parlamentare, Petru Bașa a fost membru în grupurile parlamentare de prietenie cu Republica Federală Germania, Statul Kuwait, Republica Costa Rica și Regatul Belgiei.
Deține publicațiile 24 ore mureșene și Jurnalul de Sighișoara, dar și Radio Son și rețeaua de Internet și cablu tv Teleson.